# 팬덤

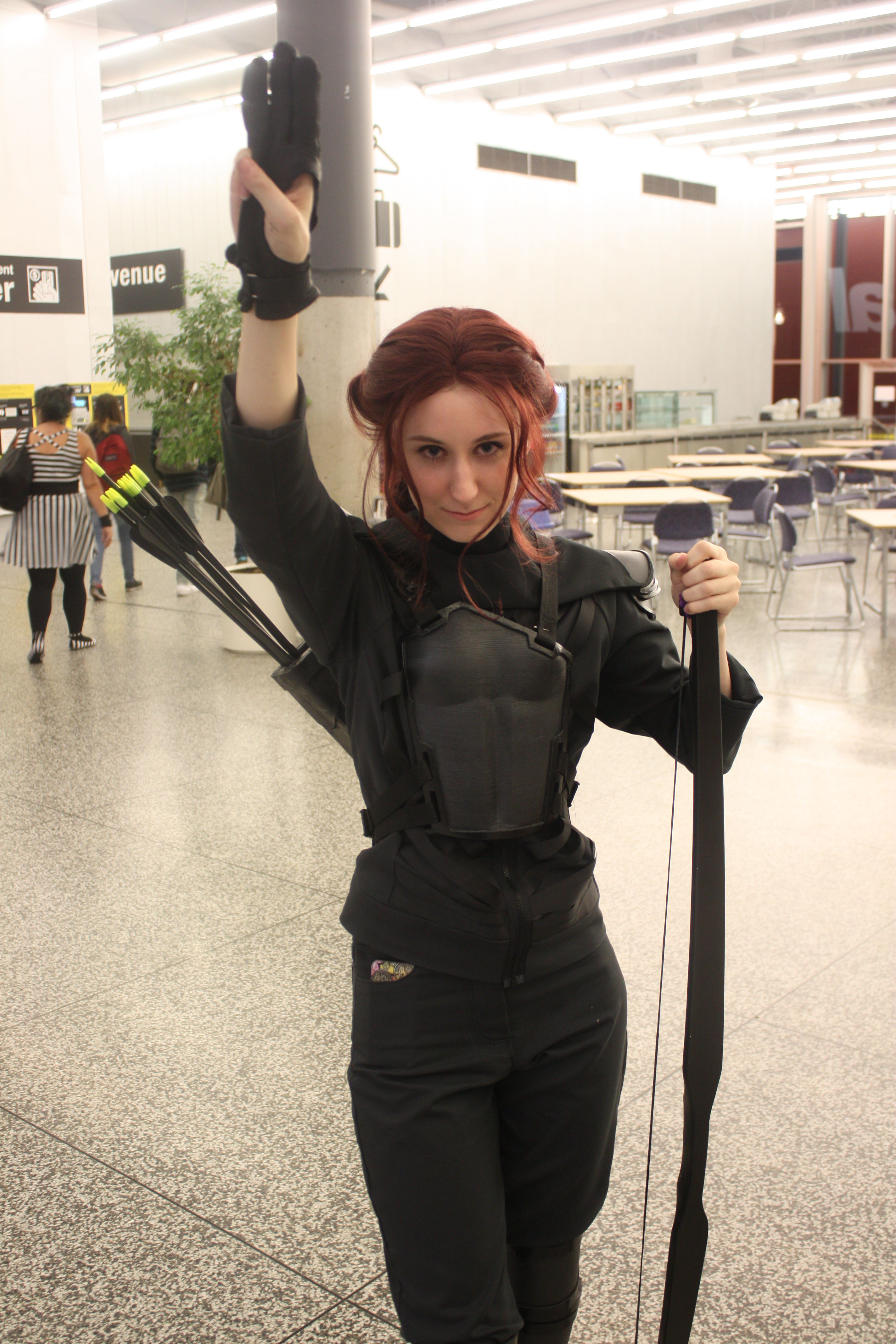
코스플레이어, 캣니스 애버딘(Katniss Everdeen), 몬드리올 코믹콘(Montreal Comiccon), 2015년 7월.

팬덤(fandom)은 공통적인 관심사를 공유하는 사람들과 함께 공감과 우정의 감정을 특징으로 하는 팬들로 구성된 하위문화이다. 팬들은 일반적으로 자신의 팬덤의 목적에 대한 사소한 세부 사항에 관심이 있으며, 종종 특정 관행(팬덤)이 있는 소셜 네트워크의 일부로서 관심과 관련된 시간과 에너지의 상당 부분을 소비한다. 이것은 팬덤과 관련된 팬을 우연한 관심을 가진 사람들로부터 차별화하는 것이다.
팬덤은 사람의 관심이나 활동 영역에서 시작될 수 있다. 팬 관심사의 주제는 유명 인사와 같은 것으로 집중되기도 하고, 전체 취미, 장르 또는 패션을 포함하여 보다 광범위하게 정의 될 수도 있다. 현재에는 어떤 주제에 매료된 사람들의 집단에 적용되지만, 그 시작은 스포츠에 대한 열정을 가진 사람들로부터였다.  메리엄 웹스터(Merriam-Webster) 사전은 1903년까지 이 용어의 사용을 추적했다. 이것은 단어 팬(fan)과 접미사'-dom'의 합성어다.
용어로서의 팬덤은 광범위한 의미에서 개개인의 팸덤의 상호 연결된 소셜 네트워크를 지칭하는데 사용될 수 있다.

## 조직된 하위문화
셜록 홈즈(Sherlock_Holmes)의 팬들은 1893년 홈즈가 "죽임을 당한" 후 홈즈를 애도하는 공개 시위를 열었고, 1897년부터 1902년에 이르기까지 최초의 팬 소설 중 일부를 창작하면서 최초의 현대 팬덤을 구성했다고 여겨진다.  언론의 범위를 벗어나, 철도 애호가들은 19세기 후반에 인기를 얻기 시작했고 20세기 초 몇십년동안 조직된 또다른 초기의 팬덤이 되었다.
다양한 서양의 현대 팬의 하위문화는 공상 과학 소설과 판타지 장르 팬들의 커뮤니티인 공상 과학 소설 팬덤에서 유래했다.
공상 과학 소설은 1930년대로 거슬러 올라가며, 전 세계 많은 도시에 조직된 클럽과 협회를 유지하고 있다. 팬들은 1939년부터 매년 다른 사건들과 함께 세계 공상 과학 대회를 개최했으며, 때로는 “팬스피크(Fanspeak)"라고 불리는 용어를 만들어냈다. 또한, 중세주의적 재창조 그룹인 '창조적인 시대 착오를 위한 협회'는 공상 과학 소설에 뿌리를 두고 있다. 마리온 짐머 브래들리(Marion_Zimmer_Bradley), 폴 앤더슨(Poul_Anderson), 랜들 개릿(Randall_Garrett), 데이비드 프리드먼(David_D._Friedman), 로버트 아스프린(Robert_Asprin)과 같은 많은 과학 소설 및 판타지 작가들이 그 단체의 회원이다.

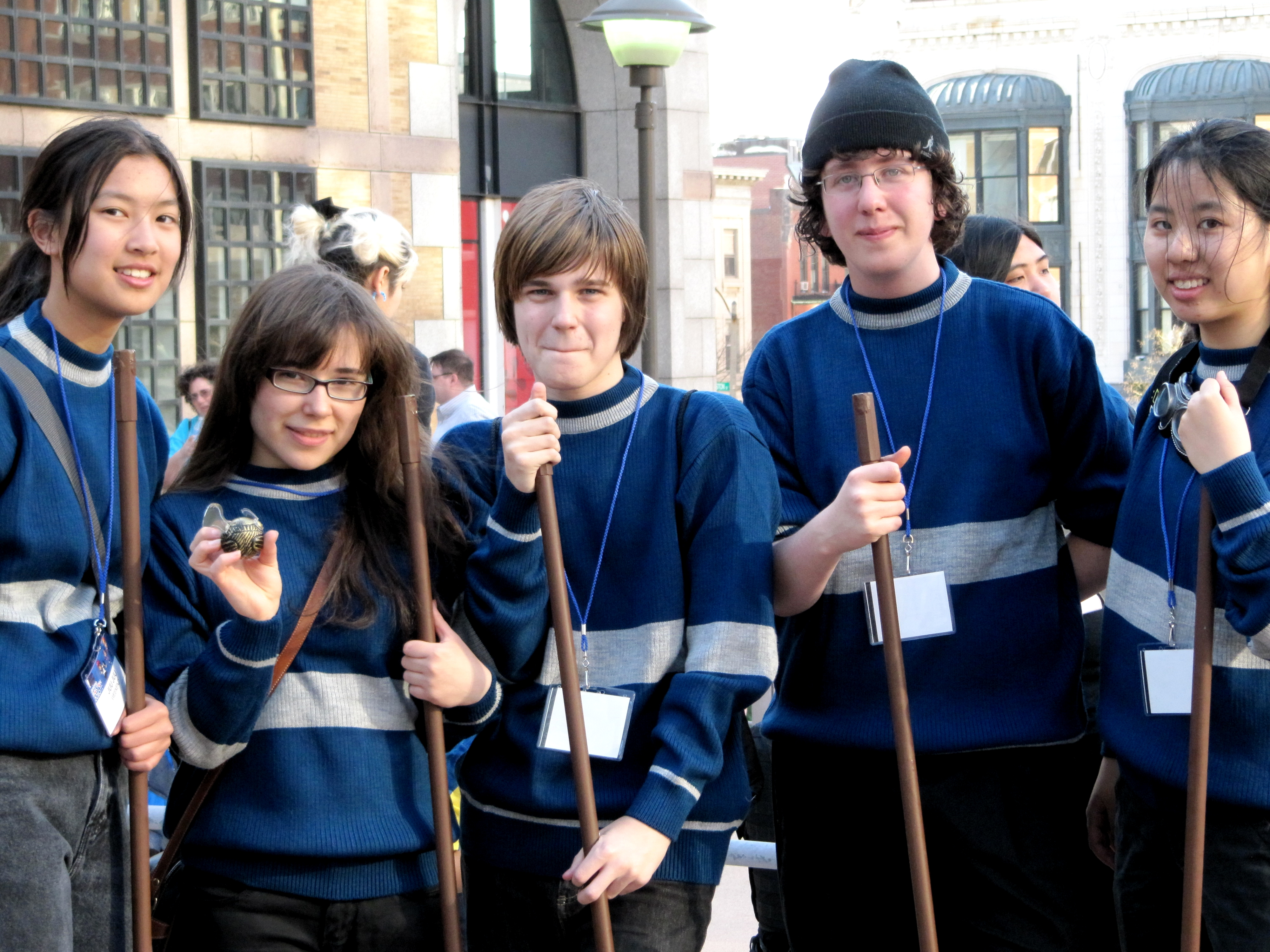
해리포터(Harry Potter)의 팬들이 호그와트의 학생들처럼 옷을 입었다.

1970년 대 초, 미디어 팬덤은 스타트렉(Star Trek)과 맨 프롬 엉클(The Man from U.N.C.L.E)  같은 TV와 영화 프랜차이즈 내의 캐릭터들의 관계에 중점을 두고 공상과학소설 팬덤과 분리 되었다. 이 프랜차이즈의 팬들은 전형적인 공상 과학 팬덤이 비판적인 토론에 집중했던 당시 팬아트와 팬소설과 같은 독창적인 제품을 만들었다. 미디어웨스트컨벤션(MediaWest*Con)은 비디오 룸을 제공했고, 1970년대 후반에 자료를 기반으로하는 팬 비디오나 분석 뮤직 비디오의 출현에 중요한 역할을 했다. 1970년대 중반에는 공상과학소설을 읽지 않는 사람도 티비나 영화를 통해 공상과학소설 컨벤션에서 팬들을 만날 수 있었다.
1970년대 일본에서 만화영화와 만화 팬덤이 시작되었다. 미국에서는 일본 만화를 수입해 오면서 공상과학소설 팬덤의 파생물로써 팬덤이 시작되었다. 애니메이션이 미국에서 허가되기 전에 애니메이션을 소장하기를 원했던 팬들은 애니메이션 영화의 복사본을 유출했고 커뮤니티의 친구와 교환하기 위해 자막을 달면서 팬섭스(Fansub)를 시작했다.
퍼리팬덤(Furry_fandom)은 인간의 성격과 특성을 가진 가상의 동물 캐릭터에 대한 팬덤이다. 퍼리의 개념은 1980년 공상과학소설 대회에서 스티브 갈라치(Steve_Gallacci)의 '알베도의 인간화된 동물들(Albedo_Anthropomorphics)'에 대한 이야기하며 시작되었다. 그 후 사람들은 의인화된 캐릭터에 대해 토론하는 그룹을 만들었고, 공상과학소설 대회와 만화 대회에서 만남을 가졌다.
중요한 팬덤들을 가진 추가적인 주제에는 만화, 스포츠, 음악, 펄프 잡지, 드라마, 연예인 및 비디오 게임이 있다.

## 팬 활동

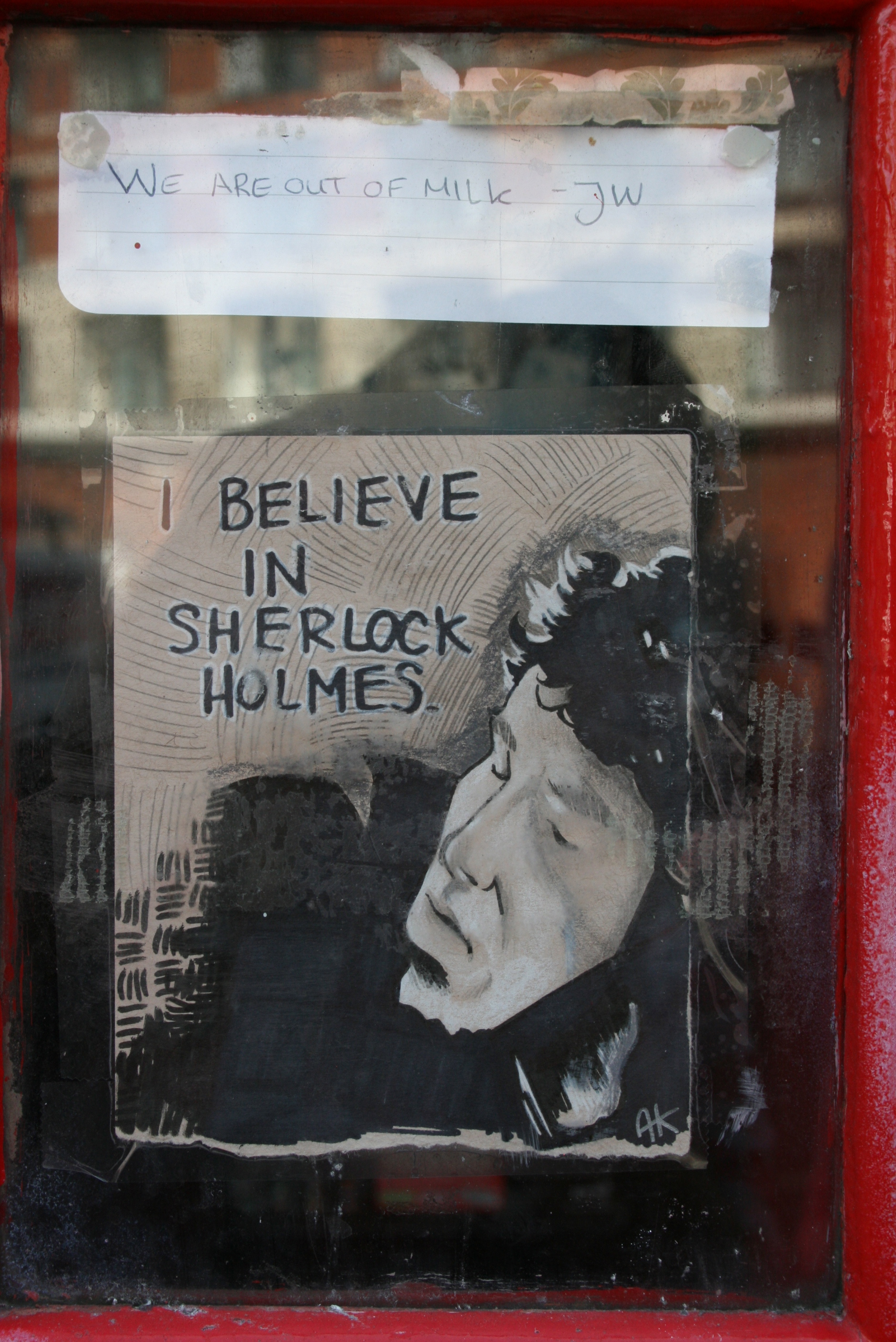
영어전화부스의 셜록(Sherlock)TV 시리즈 팬아트

팬덤 회원들은 팬 대회에 자주 참석하고 팬 잡지 및 소식지를 게시·교환하면서 서로 관계를 맺는다. 아마추어 언론 협회는 팬들의 출판 및 네트워킹의 또 다른 형태이다. 인쇄 기반 미디어를 사용하던 이 하위문화권은 팬덤에 관련된 자세한 정보를 보관하기 위해 커뮤니케이션 및 상호작용의 대부분을 인터넷으로 이전했다.
팬들은 그들의 사랑과 특정 작품에 대한 비판을 공유하기 위해 종종 포럼과 토론 게시판에 모이기도 한다. 이 모임은 팬덤내부를 높은 수준의 공동체와 커뮤니티로 이끌 수 있다. 대부분의 토론 게시판에서는 특정 기여자들이 다른 사람들보다 더 높은 가치를 가지는 위계질서가 발생하기도 하지만, 새로온 사람들은 대부분 환영 받는다.
가장 중요한 점은 이러한 종류의 토론 게시판들이 TV쇼 글리(Glee_(TV_series))와 마찬가지로 미디어 자체에 영향을 미칠 수 있다는 것이다. 토론 게시판의 추세는 그 쇼의 작가와 제작진에게 영향을 주는 것으로 알려져 있다. TV 시리즈 파이어플라이(Firefly_(TV_series))의 미디어 팬덤은 그 시리즈가 취소된 후에 영화를 만들기에 충분한 기업 이익을 창출했다.
일부 팬들은 그들이 선택한 팬덤의 우주와 캐릭터를 기반으로 한 팬 소설(팬픽 “Fan_fiction”)을 쓴다. 이 소설은 글뿐만 아니라 비디오제작의 형태를 취할 수도 있다. 팬 소설은 캐논(Canon_(fiction), 팬소설을 쓰는 사람들이 사용하는 단어. 아이디어나 스토리 등을 말함)과 관련이 있을 수도, 그렇지 않을 수도 있다; 때때로 팬들은 줄거리와 전혀 관련이 없는 상황에서 이야기의 캐릭터를 사용한다.
또한, 팬들은 이벤트에서 코스프레(코스튬과 연극 사이의 혼성어)에 참여할 수도 있다. - 작품의 인물과 비슷하게 디자인 된 의상을 만들고 입는 것 - 코스프레는 연기, 장면 재현 또는 그들이 선택한 작품에 의해 영감을 얻은 행동들과 결합될 수 있다.
어떤 사람들은 팬 비디오나 팬덤에 초점을 맞춘 분석 뮤직비디오를 만들지만 또다른 사람들은 팬 아트를 만든다. 이러한 활동들을 팬 작업, 팬 액티비티라고 한다. 인터넷의 출현은 팬들의 협회와 팬 활동을 크게 촉진시켰다. 팬 활동은 인터넷의 도움을 받아 좋아하는 캐릭터, 컴퓨터 배경 화면, 아바타를 만드는데 헌신하는 팬의 성지를 만들어내기도 한다. 또한, 인터넷의 출현은 팬 웍스(Fanworks)의 교환을 돕는 온라인 팬 네트워크를 등장시켰다.

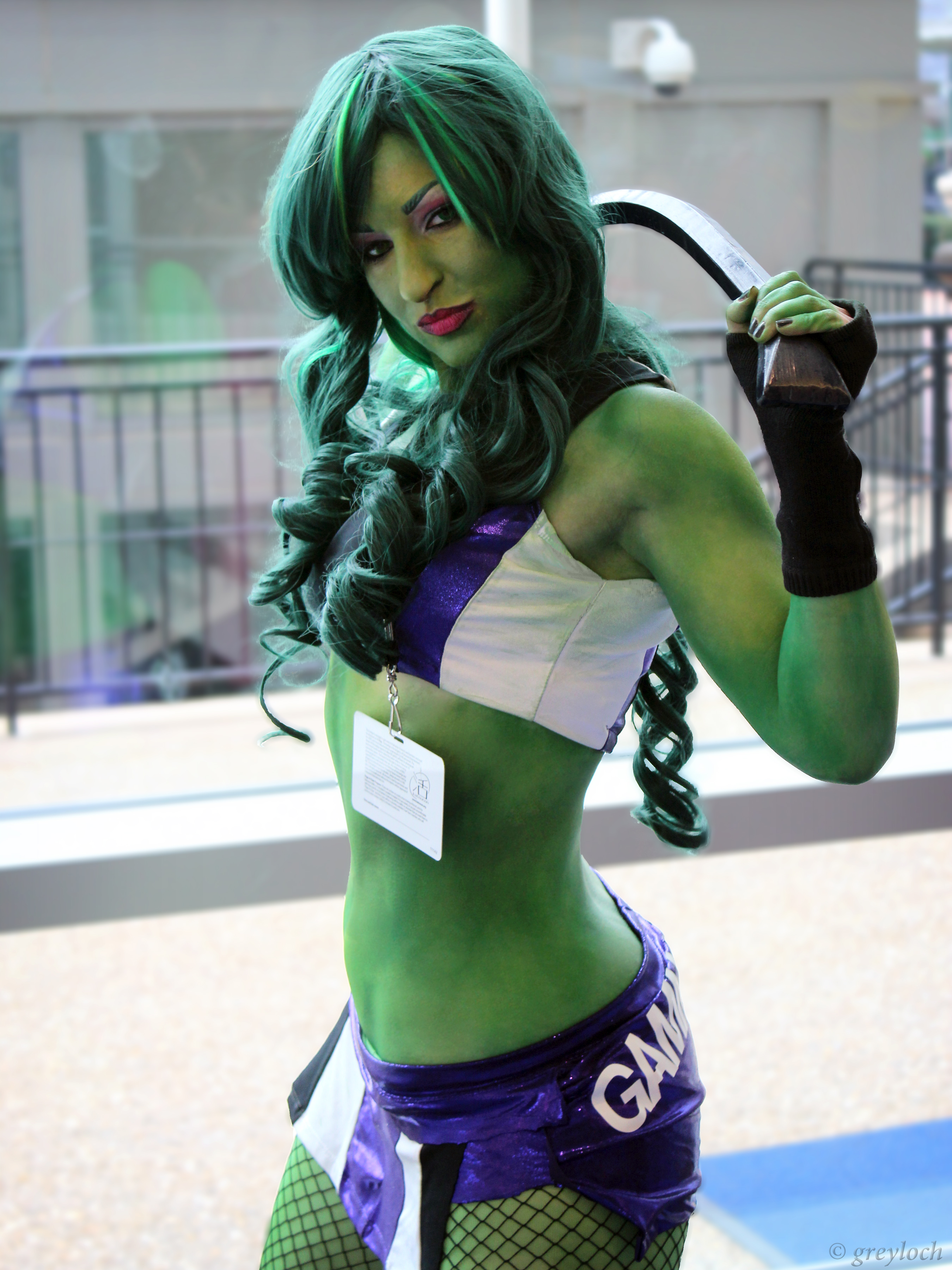
코스플레이어, She-Hulk, 2012

몇몇 팬들은 그들이 다른 시나리오에서 선택한 캐릭터의 사진이나 그림으로 만든 작업물을 생성한다. 이러한 작업물은 종종 인스타그램, 텀블러, 핀터레스트와 같은 소셜미디어에서 공유된다. 일부 작업물에서는 다른 팬덤들과 관련된 내용을 볼 수 있다. 온라인 커뮤니티에서 팬들은 그들의 팬덤에 관한 움짤(움직이는 사진)을 만든다. 움짤은 실제 내용을 혼합하거나 관련된 내용을 추가하는 non-canon(Canon_(fiction))시나리오(팬소설을 쓰는 사람들이 사용하는 단어. 아이디어, 스토리 등을 말함)를 만드는데 사용할 수 있다. 또한 미세한 표현이나 순간을 포착할 수 있다. 팬들은 움짤을 이용하여 팬덤의 사건이나 등장인물에 대한 느낌을 보여준다. 그것들을 반응(리액션) 움짤이라고 한다.
가끔 팬들의 관심이 그들의 생활방식을 지배할 정도로 커져가기 때문에, 팬덤은 때때로 종교적 신념으로 희화화되기도 한다. 팬들은 종종 그들의 팬덤에 대한 믿음을 단언하는 것과 변화를 거부하는 것에 있어 매우 고집스럽다. 그러나 사회 전체는 팬덤을  조직화된 종교와 동일하게 여기지 않는다.
자선활동에 참여하고 긍정적인 사회적 영향을 주는 활동적인 팬 조직도 있다. 해리포터 얼라이언스(Harry_Potter_Alliance)는 강력한 온라인 구조를 통해 인권 문제와 관련된 캠페인을 실행하는 조직이다. 종종 다른 단체나 비영리 조직과 파트너를 맺기도 한다. 너드파이터(Nerdfighteria)는 유튜브 브이로그 채널인 브이로그브라더스(Vlogbrothers)를 중심으로 형성된 또다른 팬덤이다. ‘감소하고 있는 세계(decreasing world suck)’라는 공동목표를 중심으로 연합한 고등학생들로 이루어져 있다

## 영화에서
팬덤에 관한 장편 다큐멘터리에는 ‘Trekkie’(<스타트랙>의 열성적인 매니아인 트레키즈를 소재로 한 다큐멘터리), ‘Ringers: Lord of the Fans’(반지의 제왕이 불러온 문화현상에 대한 다큐멘터리), ‘Finding the Future: A Science Fiction Conversation’,  ‘Done the Impossible’이 있다. 나탈리 포트만(Natalie_Portman)에 사로잡힌 팬에 대한 다큐/모큐멘터리인 ‘팬덤(fandom)’도 있다. 2016년 개봉한 ‘슬래시(slash)’는 슬래시 팬 소설을 쓴 어린 소년에 대한 영화이다.

## 도서에서
'팬걸(Fangirl_(novel))’은 소설 속에 등장하는 [Simon Snow] -‘젬마 레슬리(Gemma T. Leslie)’라는 소설 속 허구의 작가에 의해 쓰여진 책 시리즈- 의 팬인 대학생에 관한 소설이다. '레인보우 로웰(Rainbow_Rowell)'이 집필하였다. 2015년 10월 6일, '레인보우 로웰'은 '팬걸'에 대한 후속 소설 '캐리 온(Carry_On_(novel))'을 출간했다. ‘캐리온’은 '팬걸'의 주인공인 '캐쓰(Cath)'가 소설속에서 저술한 책 시리즈의 이름이다.

## 업계와의 관계

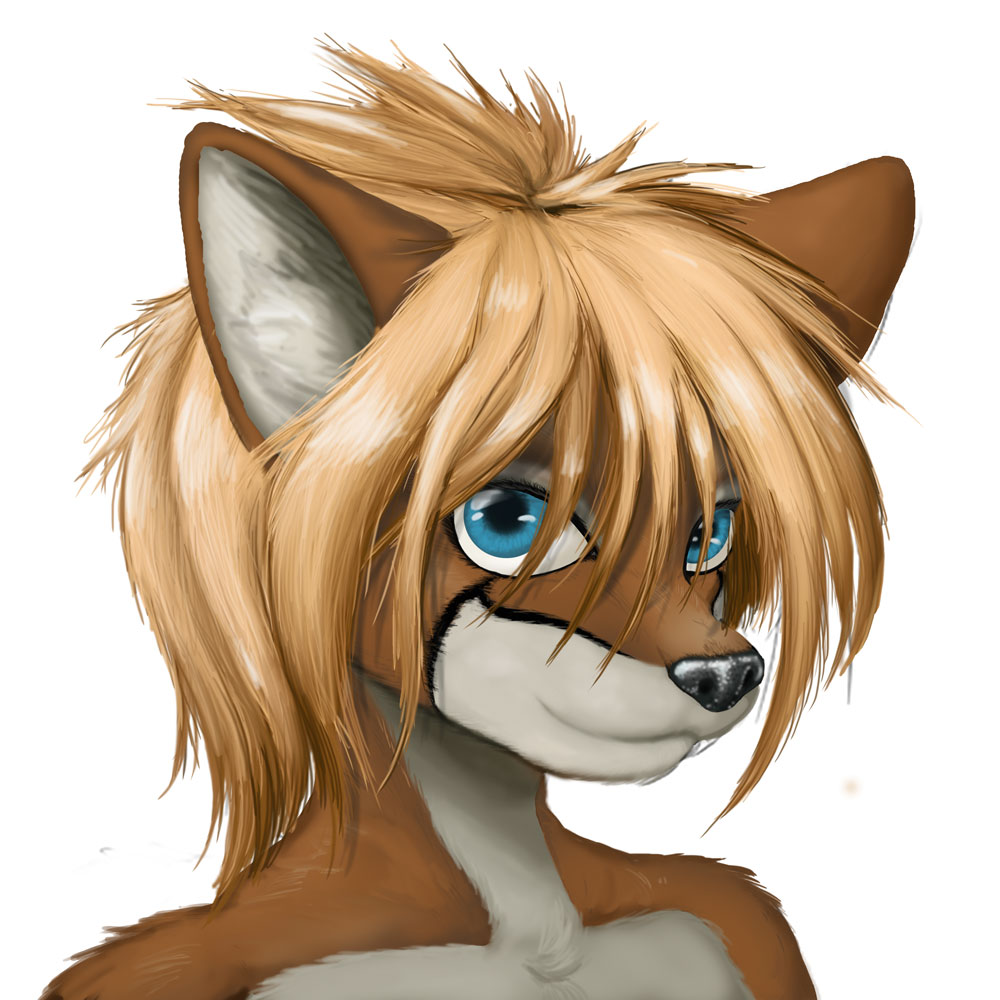
A cartoon of an "anthro vixen" furry

영화 및 TV 엔터테인먼트 산업은 조직적인지 아닌지에 관계없이 특정한 관심 분야에 헌신하는 팬들의 전체를 “팬층(fanbase)”이라고 부른다.
때때로 미디어 팬들은 취소된 티비 시리즈 대신 방송을 편성하기도 했다. 성공적인 사례로는 1986년 스타트렉(Star_Trek), 1983년 개그니와 래시(Cagney&Lacey), 1995년 여전사 지나(Xena:_Warrior_Princess), 2000-2001년 로스웰(Roswell_(TV_series), 2002년 말에 폐지 됨), 2002년 파스케이프(Farscape), 2002년 파이어플라이(Firefly_(TV_series), 정규 시리즈가 폐지된 후, 세레니티Serenity라는 영화로 시즌을 마무리 함), 2007년 제리코(Jericho)가 있다. 킥스타터(Kickstarter)캠페인을 통해 영화 베로니카 마스(Veronica_Mars_(film))의 제작을 추진했던 팬들도 마찬가지였다.드라마 척(Chuck_(TV_series))의 팬들은 드라마의 폐지를 막기 위해 트위터 해시태그를 사용하고 드라마 스폰서의 상품을 구매했다. 못 말리는 패밀리(Arrested_Development_(TV_series))의 팬들은 스티브 홀트(Steve_Holt)라는 등장인물이 시즌4에도 등장하도록 하기 위해 싸웠다. ‘The Save Steve Holt!’ 캠페인은 트위터와 페이스북 계정, 해시태그, 웹사이트에서 이루어졌다.
이러한 항의는 성공하지 못했더라도, 더 많은 권력을 주장하려고 시도하는 엔터테인먼트 소비자들의 자의식이 커짐을 보여준다. 2007년, 'Fans4Writers'를 통해 ‘Writers Guild of America’ 파업을 지지한 팬운동은 이러한 추세의 연장인 것으로 보인다.
게임 팬들은 때때로 콘텐츠 개발자에게 영향을 미치기도 했다. 2012년 3월, 바이오웨어의 매스 이펙트 시리즈(BioWare's Mass_Effect)가 새로 출시되었을 때, 팬들은 게임의 엔딩에 많은 불만을 품었고, 변화를 요구했다. 이 뜨거운 압박에 못이겨, 바이오웨어는 팬들의 공격성을 진정시키기 위해 게임의 엔딩을 조정했고, 2012년 6월 26일 DLC(downloadable_content) 패킷을 공개했다. 엔터테인먼트 업계는 팬들의 욕망을 따르기 위해 이러한 큰 움직임을 보인 적이 없었기 때문에, 게임의 엔딩에 대한 이 간단한 변화는 팬들을 위한 거대한 움직임이었다.
레이 브래드버리(Ray_Bradbury)부터 할란 엘리슨(Harlan_Ellison), 패트릭 닐슨 헤이든(Patrick_Nielsen_Hayden), 토니 웨이스코프(Toni_Weisskopf)까지 공상과학소설 현장의 많은 실무자와 전문가(작가, 편집자, 출판자)들이 전통적인 공상과학소설 팬덤에서 나왔다. 에드 브루베이커(Ed_Brubaker)는 어릴 때 만화 캡틴 아메리카의 팬이었고, 버키 반즈(Bucky Barnes, 만화 캐릭터)가 살해당한 것에 화가 나 그를 다시 데려왔다. 2004-2005년 6호에서 윈터솔져(Winter_Soldier)가 시작 되었고, 버키 반즈가 윈터 솔져라는 이유로 사람들의 비난 받았다. 많은 작가들이 익명으로 팬 소설을 쓴다. 레브 그로스먼(Lev_Grossman)은 해리포터(Harry Potter), 어드벤처 타임(Adventure Time), 드래곤 길들이기(How to Train Your Dragon universes)를 썼다. S.E. 힌턴(S.E. Hinton)은 자신의 저서 아웃사이더(The_Outsiders_(novel))와 초자연적인 것에 대해 썼다. 영화배우들은 보통의 팬으로서 즐기기 위해 종종 다른 캐릭터로 코스프레를 하기도 한다. 다니엘 래드클리프(Daniel_Radcliffe)는 2014년 샌디에고 코믹 콘(San_Diego_Comic-Con)에서 스파이더맨 코스프레를 했다. 어메이징 스파이더맨(The_Amazing_Spider-Man)이 출시되기 전, 앤드류 가필드(Andrew_Garfield)는 스파이더맨 복장을 하고 스파이더맨이 그에게 어떤 의미인지 감정을 담아 연설을 했으며 팬들의 지지에 감사를 표했다.
트위터와 페이스북 같은 소셜 미디어 플랫폼에 대한 접근으로 인해 팬과 전문가 사이의 관계가 변화했다. 이러한 기능을 통해 팬은 제작자, 작가 그리고 배우와 같은 공적인 인물에 더 쉽게 접근 할 수 있다. 또한 온라인 플랫폼은 팬들에게 팬덤에 참여하고 팬덤과 연결되는 더 많은 방법을 제공한다.
일부 팬들은 팬덤에서 그들이 하던 일을 직업으로 만들었다. E.L. 제임스(E. L. James)의 ‘그레이의 50가지 그림자(Fifty_Shades_of_Grey)’는 원래 'fanfiction.net'에 게시되었던 트와일라잇(Twilight_(novel_series)) 시리즈의 팬 소설이었다. 그 이야기는 사이트의 이용약관을 위반하여 삭제되었다. 제임스(James)는 트와일라잇에 대한 언급에서 벗어나기 위해 글을 다시 썼고, 2011년 5월 'The Writer's Coffee Shop'에서 자비로 출판을 했다. 그 책은 2012년 Random House에서 출판되었으며, 1억만 부 이상 팔리며 큰 인기를 얻었다. 많은 팬들은 제임스(James)가 돈을 벌기 위해 팬 소설을 사용한 것을 좋아하지 않았고, 그것이 커뮤니티의 정신을 위배하는 일이라고 느꼈다. 코스프레 또한 팬덤에 참여해 돈을 버는 직업과 수단이 되었다. 몇몇 코스플레이어들은 회사를 위해 콘서트에서 코스프레를 해서 돈을 벌었고, 다른 이들은 홍보에 참여했다. 그러는 와중에 팬들이 그들의 시간이나 일에 대한 대가를 치르지 않는다는 논쟁이 있었다. 게임 회사들은 빠른 접근기회를 주거나 홍보물품을 주는 대가로 팬들을 그들이 제작한 게임의 알파, 베타 테스트에 이용했다. TV쇼 글리(The TV show Glee)는 팬들에게 보상을 지불하지 않았음에도 불구하고, 홍보자료를 만들기 위해 팬들을 이용했다.

## 같이 보기
- 팬 클럽
- 팬 컨벤션
- KCON
- 대한민국의 팬덤 문화